# WWF Forceable Entry
WWF Forceable Entry é uma coletânea lançada pela World Wrestling Federation (WWF) em 2002. Foi o último álbum lançado pela WWF, que foi renomeada World Wrestling Entertainment (WWE) um mês depois.

## Faixas
| Faixa | Música                                          | Assunto                 | Artista               | Duração |
| ----- | ----------------------------------------------- | ----------------------- | --------------------- | ------- |
| 1     | "The Game"                                      | Triple H                | Drowning Pool         | 3:29    |
| 2     | "Legs"                                          | Stacy Keibler           | Kid Rock              | 4:55    |
| 3     | "Young Grow Old"                                | Backlash (2002)         | Creed                 | 4:45    |
| 4     | "Glass Shatters"                                | Stone Cold Steve Austin | Disturbed             | 4:00    |
| 5     | "Rollin' (Dead Man Mix)"                        | The Undertaker          | Limp Bizkit           | 3:42    |
| 6     | "Whatever"                                      | Chris Benoit            | Our Lady Peace        | 3:55    |
| 7     | "Never Gonna Stop (The Black Cat Crossing Mix)" | Edge                    | Rob Zombie            | 3:45    |
| 8     | "One of A Kind"                                 | Rob Van Dam             | Breaking Point        | 3:30    |
| 9     | "The Beautiful People (The WWF Remix)"          | WWF SmackDown!          | Marilyn Manson        | 4:18    |
| 10    | "Across The Nation"                             | WWF RAW                 | The Union Underground | 3:02    |
| 11    | "Break The Walls Down"                          | Chris Jericho           | Sevendust             | 3:17    |
| 12    | "Turn The Tables"                               | Dudley Boyz             | Saliva                | 4:23    |
| 13    | "Live for The Moment"                           | Matt Hardy              | Monster Magnet        | 5:01    |
| 14    | "End of Everything"                             | Raven                   | Stereomud             | 3:29    |
| 15    | "Ride of Your Life"                             | King of the Ring (2002) | Neurotica             | 3:40    |
| 16    | "Just Another Victim"                           | Tazz                    | Cypress Hill          | 4:16    |
| 17    | "No Chance"                                     | Vince McMahon           | Dope                  | 4:03    |
| 18    | "Lovefurypassionenergy"                         | Lita                    | Boy Hits Car          | 4:46    |